# Андерсон (округ Айрон, Вісконсин)
Андерсон (англ. Anderson) — місто (англ. town) в США, в окрузі Айрон штату Вісконсин. Населення — 54 особи (2020).

## Демографія
Згідно з переписом 2010 року, у місті мешкало 58 осіб у 28 домогосподарствах у складі 15 родин. Було 141 помешкання
Расовий склад населення:
| - 96,6 % — білих |

До двох чи більше рас належало 3,4 %. Частка іспаномовних становила 0,0 % від усіх жителів.
За віковим діапазоном населення розподілялося таким чином: 17,2 % — особи молодші 18 років, 65,6 % — особи у віці 18—64 років, 17,2 % — особи у віці 65 років та старші. Медіана віку мешканця становила 50,0 року. На 100 осіб жіночої статі у місті припадало 132,0 чоловіків;  на 100 жінок у віці від 18 років та старших — 140,0 чоловіків також старших 18 років.
За межею бідності перебувало 9,7 % осіб, у тому числі 7,1 % дітей у віці до 18 років та 11,8 % осіб у віці 65 років та старших.
Цивільне працевлаштоване населення становило 21 особа. Основні галузі зайнятості: освіта, охорона здоров'я та соціальна допомога — 28,6 %, будівництво — 28,6 %, мистецтво, розваги та відпочинок — 19,0 %, інформація — 9,5 %.